# Itsallgreektome
Itsallgreektome, född 1987, död 2007, var ett engelskt fullblod, mest känd för att ha segrat i Hollywood Derby (1990), Hollywood Turf Cup Stakes (1990), samt för att blivit utsett till American Champion Male Turf Horse (1990).

## Karriär
Itsallgreektome var en gråskimmelvalack efter Sovereign Dancer och under Sans Supplement (efter Grey Dawn). Han föddes upp av Sugar Maple Farm och ägdes av Jhayare Stables. Han tränades under tävlingskarriären av Wallace Dollase, och reds i de större löpen av Corey Nakatani.
Itsallgreektome tävlade mellan 1989 och 1994 och sprang under sin tävlingskarriär in 1 994 618 dollar på 29 starter, varav 8 segrar, 10 andraplatser och 2 tredjeplatser. Han tog karriärens största segrar i Hollywood Derby (1990), Hollywood Turf Cup Stakes (1990), Will Rogers Handicap (1990), Elkhorn Stakes (1991) och Keeneland Breeders' Cup Stakes (1991). 
Då Itsallgreektome var valack, stod han på Cardiff Farm i Creston, Kalifornien efter sin tävlingskarriär. Han avlivades den 15 februari 2007 på grund av åldersrelaterade krämpor.